# Vasilij Konstantinovič Bljucher
Vasilij Konstantinovič Bljucher (rusky Василий Константинович Блюхер; 19. listopadujul./ 1. prosince 1890greg. Barčinka, Jaroslavská gubernie – 9. listopadu 1938 Moskva) byl sovětský voják, státní a stranický činitel a maršál SSSR (1935). Byl popraven v rámci stalinských čistek v Rudé armádě. Rehabilitován po 20. sjezdu KSSS v roce 1956.

## Mládí
Narodil se 19. listopadu 1890 ve vesnici Barčinka v Rybinském újezdu Jaroslavské gubernie v rolnické rodině. Jeho praděd, nevolník, který byl dán na vojnu, se po Krymské válce vrátil s mnoha vyznamenáními. Dostal od svého statkáře přezdívku Bljucher podle tehdy známého pruského polního maršála Blüchera. Přezdívka se časem změnila na jméno.
V roce 1904, po studiu na církevní škole, jej otec odvezl do Petrohradu, kde pracoval jako pomocník v obchodě, později ve Francouzsko-ruském strojírenském závodě, odkud byl za účast na dělnických schůzích propuštěn. V roce 1909 byl zaměstnán v Mytiščinské vagónce a v roce 1910 byl za výzvy ke stávce odsouzen k žaláři. V letech 1913 až 1914 pracoval v dílnách moskevsko-kazaňské železnice.
Počátkem první světové války, v srpnu roku 1914, byl povolán do armády a vojenskou službu vykonával v moskevském Kremlu. Posádky dalších velkých měst byly ostatně sestavovány podle podobného klíče. Řady nejenom moskevské, ale i petrohradské posádky tvořili buřiči, anarchisté, odbojáři a dezertéři – tedy ti, kterým se na frontu příliš nechtělo. Není proto divu, že petrohradská posádka raději podpořila během říjnového převratu Lenina a Trockého, než aby byla přesunuta na frontu.
Ačkoli se traduje mýtus ohledně Bljucherových zásluh, podle kterých měl sloužit v 8. armádě generála Brusilova, za zásluhy v boji být vyznamenán 2 kříži a medailí, povýšen do poddůstojnické hodnosti a v roce 1915 těžce raněn, na frontu se nikdy nedostal. Po říjnovém převratu vstoupil do bolševické strany.

## Revoluce a občanská válka
V květnu 1917 se seznámil s V. Kujbyševem, který jej poslal provádět agitaci k 102. záložnímu pluku. Zde byl vybrán do plukovního výboru a městského sovětu vojenských zástupců. V den zahájení VŘSR byl členem Samarského vojensko-revolučního výboru. Stal se aktivním účastníkem občanské války. V roce 1918 byl jako velitel oddílu poslán na Jižní Ural bojovat s oddíly gen. A. Dutova. Partyzánská skupina pod jeho velením během 40 dní boje prošla 1500 km. Poté na Sibiři velel střelecké divizi v boji proti admirálu Kolčakovi. Jako „první v historii“ byl vyznamenán 28. září 1918 řádem Rudého praporu. V roce 1920 bojoval na jižní Ukrajině proti vojskům generála Wrangela. Projevil se jako schopný a talentovaný vojevůdce, zejména v boji o Kachovské předmostí a v Perekopsko-čongarské operaci.
Roku 1921 byl jmenován předsedou vojenské rady, velitelem Lidové revoluční armády a ministrem obrany Dálněvýchodní republiky. Provedl reorganizaci armády, upevnil její morálku a vítězně obsadil Voločajevský opevněný okrsek.

## Kariéra

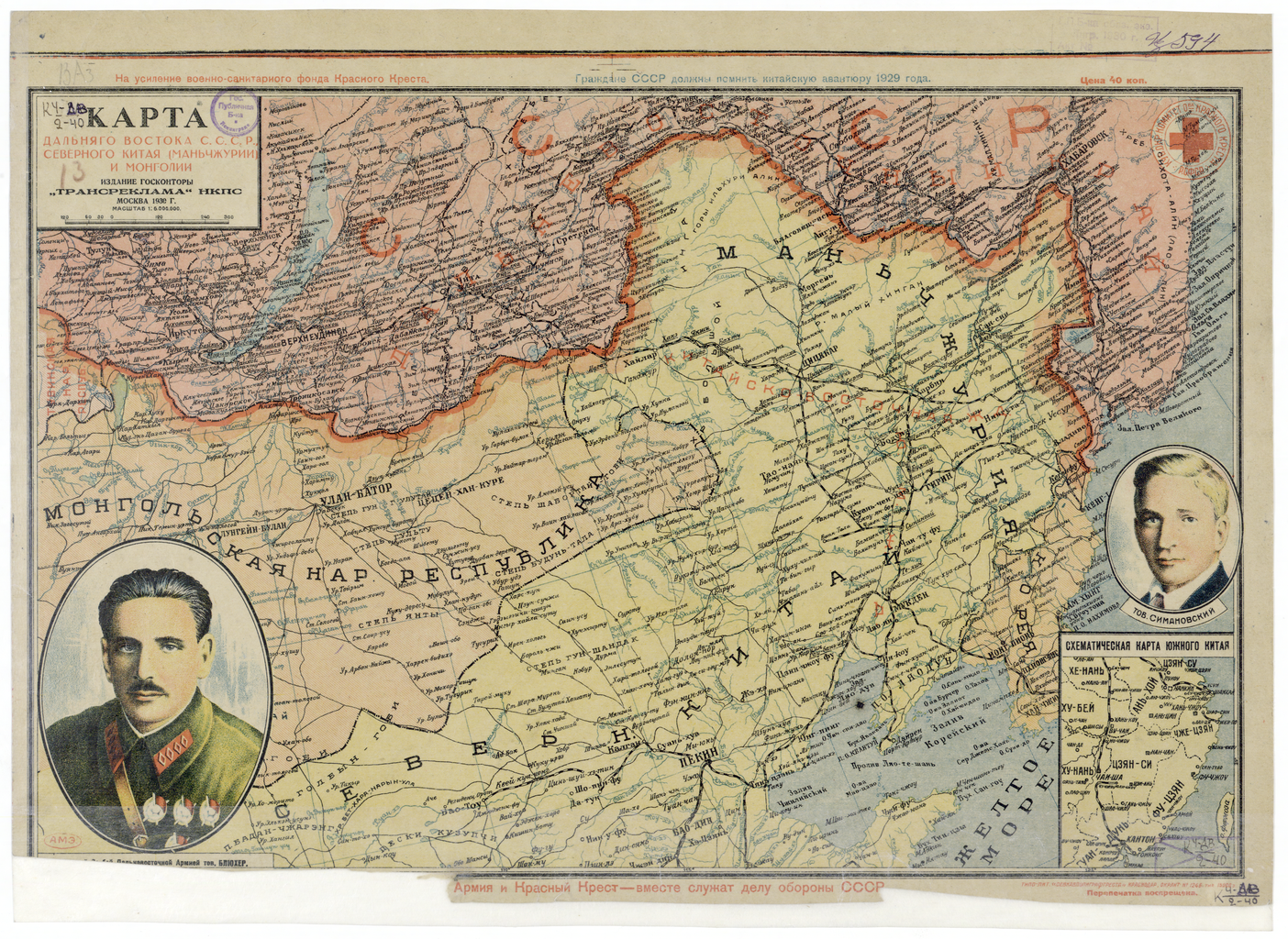
Sovětská propagandistická mapa z roku 1930 s portrétem Bljuchera v levém dolním rohu

- 1922–1924 – velitel a vojenský komisař Petrohradského vojenského okruhu
- 1924–1927 – hlavní vojenský poradce v Číně u generála Čankajška
- 1927–1929 – zástupce velitele Ukrajinského vojenského okruhu
- 1929 – byl jmenován velitelem Speciální Dálněvýchodní armády
- 1935 – byl jmenován Maršálem SSSR (Společně s ním byli povýšeni do této hodnosti další čtyři generálové: komisař pro obranu Vorošilov, náčelník štábu generál Tuchačevskij, generál Jegorov a velitel jízdních vojsk Buďonnyj)

Po občanské válce měl Sovětský svaz pouze jediného možného protivníka – Japonsko. Proto měl být již v meziválečných dobách rozvinut proti této hrozbě tzv. Dálněvýchodní front. Jediné spojení zprostředkovávala Transsibiřská magistrála.
V červenci 1938 při bojích u jezera Chasan došlo kvůli chybám k velkým ztrátám v řadách Rudé armády a k průtahu bojových operací. Hlavní vojenský výbor (Vorošilov, Buďonnyj, Molotov, Stalin) konstatoval, že u jezera Chasan se „…projevily ohromné nedostatky velení Dálněvýchodního frontu …“, v čemž se příliš nemýlil. Při armádních čistkách to posloužilo jako záminka k obvinění Bljuchera, že „…neuměl nebo nechtěl realizovat očištění fronty od nepřátel národa.“

## Čistka

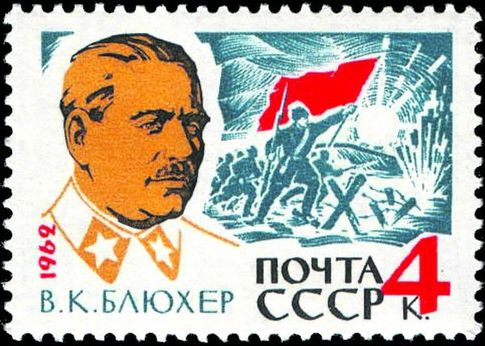
Sovětská známka s Bljucherem (1962)

Pod uvedenou záminkou Stalin předal Bljuchera pod pravomoc Speciálního soudního tribunálu, který odsuzoval na smrt skupinu vysokých vojenských činitelů v takzvaném Případu Tuchačevského; skupina byla označena také jako „antisovětská trockistická vojenská organizace“ (většinou zastřeleni 12. července 1937).
Na příkaz tohoto tribunálu byl 22. října 1938 zatčen a umístěn ve vězení v Lefortovu. Zde také na následky zranění při krutém výslechu dne 9. listopadu 1938 zemřel (někde je též udáváno, že byl zastřelen). Jako jeden z mála nikdy nepodepsal „doznání“ k fiktivním zločinům. Na Stalinův příkaz bylo jeho tělo zpopelněno.
Rehabilitován byl po XX. sjezdu KSSS v roce 1956, kdy byl Chruščovem poprvé odhalen Stalinův kult osobnosti. Dodnes jsou Bljucherovým jménem pojmenovány ulice v Omsku, Novosibirsku, Jekatěrinburgu, Irkutsku, Samaře a Charkově.